# Edhem Eldem
Edhem Eldem, né le 2 mars 1960 à Genève est un historien turc spécialisé en histoire ottomane et turque.

## Études
Edhem Eldem a étudié les sciences politiques à l’université du Bosphore d’Istanbul de 1979 à 1983. Il a ensuite obtenu un DEA (1985), puis un doctorat sur le commerce français d’Istanbul au XVIIIe siècle (1989), à l’Institut de linguistique générale et d’études orientales et slaves (ILGEOS) de l’université de Provence, Aix-Marseille I.

## Carrière universitaire
Edhem Eldem a été chercheur à l’Institut français d’études anatoliennes d'Istanbul de 1986 à 1989. Il a ensuite été maître-assistant (1989-1991), puis maître de conférences (1991-1998) et enfin professeur (depuis 1998) au département d'histoire de l’université du Bosphore.
Il est titulaire depuis 2018 et pour cinq ans de la chaire internationale d’Histoire turque et ottomane du Collège de France. Le titre de sa leçon inaugurale lors de sa première année de cours au Collège de France était L'Empire ottoman et la Turquie face à l'Occident.

## Publications
- French Trade in Istanbul in the Eighteenth Century, Leyde, Brill, 1999.
- A History of the Ottoman Bank, Istanbul, Ottoman Bank Historical Research Center, 1999.
- Avec Feride Çiçekoğlu, La Méditerranée turque, Paris, Maisonneuve et Larose, 2000.
- Avec Nicolas Vatin, L'Épitaphe ottomane musulmane, XVIe – XXe siècles. Contribution à une histoire de la culture ottomane, Paris-Louvain-Dudley, Peteers, 2007.
- Un Orient de consommation, Istanbul, Musée de la Banque ottomane, 2010.
- Un Ottoman en Orient. Osman Hamdi Bey en Irak (1869-1871), Arles, Actes Sud, 2010.
- L'Empire ottoman et la Turquie face à l'Occident, leçon inaugurale prononcée le 21 décembre 2017 au Collège de France, Paris, Collège de France/Fayard, coll. « Leçons inaugurales » (no 275), 2018 [lire en ligne].
- L'Alhambra à la croisée des histoires, Paris, Les Belles Lettres, 2021, 384 p.